# 新羅馬 (明尼蘇達州)
新羅馬（英語：New Rome）是位於美國明尼蘇達州錫布利縣阿靈頓鎮區及凱爾索鎮區的一個非建制地區。

## 地理
新羅馬所處的海拔為高於海平面303米（即994英呎），而該地所採用的時區為UTC-6，即北美中部時區（CST）。同時該地設有夏令時間，為UTC-6調快一小時，即UTC-5（CDT）。